# 西川清
西川 清（にしかわ きよし、1938年（昭和13年）6月7日 - 2005年（平成17年）7月9日）は日本の実業家、馬主。東証1部上場企業で駐車場運営・管理の最大手であるパーク24株式会社（資本金55億9,499万6,528円）の創業者。2004年（平成16年）1月からは取締役会長を務めていた。東京府（現・東京都）出身、法政大学第二高校、法政大学経済学部卒業。

## 経歴
1971年（昭和46年）、9年間勤めた会社を退職して独立。モータリゼーションの進展を予感し自動車関連事業を志す。資本金100万円で株式会社ニシカワ商会（パーク24）を設立し、最初に手がけたのは駐車禁止表示看板の販売事業であった。ある日彼は看板の営業に出かけた中華料理店で、無人の駐車場管理を可能にするパークロックシステム（駐車すると地面からロック板が上がってきて車が出られなくなる機械）が設置されているのを見つける。製造元の日本信号株式会社は民間への営業窓口を持っておらず、この斬新な製品をうまく普及させることができていなかったため、ニシカワ商会が病院やホテルにこれを売り込んで成功する。
1985年（昭和60年）8月にはニシカワ商会から駐車場の保守・運営管理部門を独立させる形で資本金1,000万円でパーク24株式会社を設立し、代表取締役に就任する。1991年（平成3年）12月には、パークロックシステムを利用した24時間無人の時間貸駐車場「タイムズ」の展開を開始する。車が数台しか止められないような狭い土地でも経営が成り立つため、土地を有効活用したいオーナーのニーズと、身近な場所に時間貸駐車場を望んでいたドライバーの需要の両方を捉えてみるみるうちに数を増やした。タイムズは2005年（平成17年）時点で駐車可能台数の総計が10万台を超える日本最大の駐車場ネットワークとなっている。

## 馬主活動

西川の勝負服

小学校高学年のときに競馬を観戦して以来の競馬ファンであった西川は、1996年（平成8年）に日本中央競馬会 (JRA) の馬主資格を取得（この際、知り合いの竹田恆和を通じて竹田の同級生でもあった吉田照哉を紹介してもらった）。初めて所有したカリブカフェが5勝を挙げ、以後冠名を「カフェ」とする。死去するまでの約9年間に所有馬は中央競馬のGIを合計5勝、地方競馬の統一GIを1勝した。生前からパーク24株式会社の代表取締役で息子の西川光一、妻の西川恭子も馬主で、同じくカフェの冠名を使用している。2002年（平成14年）に収録された雑誌『優駿』における杉本清との対談で、漫才師で元・参議院議員の西川きよし（本名：西川 潔）と同音異字であることから、これにまつわるエピソードを披露している。

## 主な所有馬

### GI級競走優勝馬
- マンハッタンカフェ（2001年菊花賞[1]、有馬記念[1]、2002年天皇賞（春））
- イーグルカフェ （2000年共同通信杯4歳ステークス、NHKマイルカップ[1]、2002年七夕賞、ジャパンカップダート）
- カフェオリンポス（2004年ジャパンダートダービー）

### 重賞競走優勝馬
- プレシャスカフェ（CBC賞・シルクロードステークス）

### その他の所有馬
- タイガーカフェ[1]（ホープフルステークス・皐月賞2着）

### 西川恭子名義
重賞競走優勝馬
- ストーミーカフェ（札幌2歳ステークス・共同通信杯・朝日杯フューチュリティステークス2着）